# Contrappeso

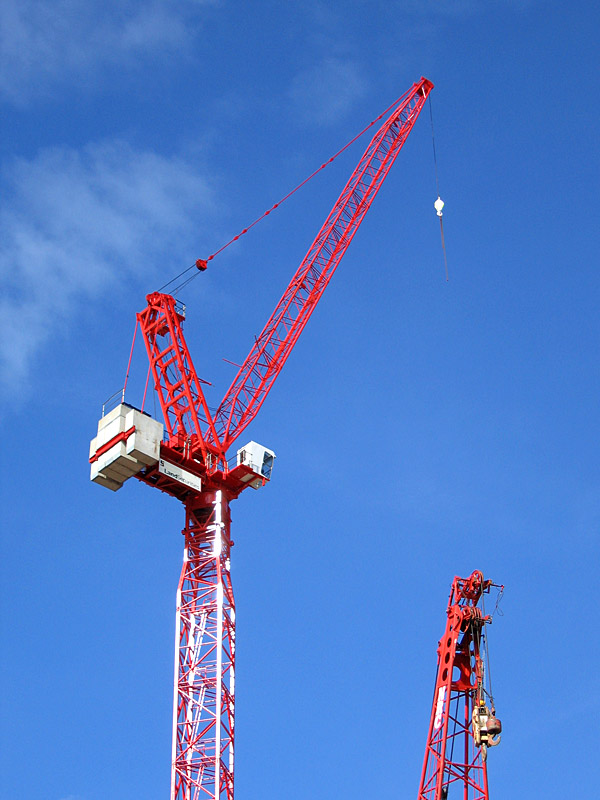
Gru con contrappeso in cemento (a sinistra)

Un contrappeso è una massa utilizzata per bilanciare un carico.
È utilizzato nelle gru, negli ascensori, nelle funivie e impianti similari, in alcune giostre oltre che in molti altri casi.
Generalmente si compone di blocchi di cemento uniti fra loro.
Una gru priva di contrappeso, nel sollevare un carico è soggetta ad un momento meccanico che ne provocherebbe il rovesciamento. Per contrastare ed evitare questo fenomeno si pone specularmente e in opposizione al carico una massa, a compensare questo momento con uno almeno uguale, agente in direzione opposta. In altre parole, agisce in modo da mantenere la proiezione del baricentro della gru all'interno della superficie di appoggio.
Anche in un ascensore viene utilizzato principalmente per uno scopo simile: rispetto alla cabina viene vincolato all'estremità opposta delle funi, mantenendole in tensione, permettendo anche di ridurre notevolmente il lavoro richiesto al motore, che si limita così al sollevamento della sola differenza di peso fra le due masse. Evita inoltre voluminosi tamburi sui quali avvolgere le funi stesse.
Analogamente nelle funivie, dove mantiene il corretto valore di tensione delle funi.
Il contrappeso è usato anche per limitare le vibrazioni nei sistemi rotanti sbilanciati. Un tipico esempio si ha nell'albero motore del motore a combustione interna e nelle ruote delle locomotive a vapore.